# Enrique Chagoya

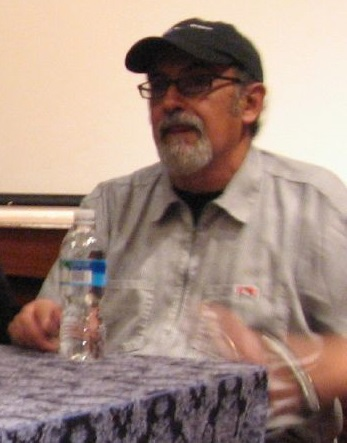
Enrique Chagoya, 2008

Enrique Chagoya (* 23. September 1953 in Mexiko-Stadt, Mexiko) ist ein in Mexiko geborener, US-amerikanischer Maler, Grafiker und Hochschullehrer.

## Leben
Chagoya wurde teilweise von einem indianischen Kindermädchen aufgezogen, durch welches ihm die indianischen Traditionen seines Landes bereits in früher Jugend vermittelt wurden. An der Nationalen Autonomen Universität von Mexiko studierte er Wirtschaftswissenschaften und arbeitete in dieser Zeit im ländlichen Mexiko in verschiedenen Entwicklungsprojekten mit.
1977 wanderte Chagoya mit seiner Ehefrau in die USA aus, wo er zu Beginn als Illustrator und Grafiker arbeitete. 1984 schloss er mit dem Grad Bachelor of Fine Arts (BFA) am San Francisco Art Institute ab und erhielt den Master of Fine Arts (MFA) 1987 an der University of California, Berkeley. 1995 war er Artist in Residence in Giverny in Frankreich im Haus und Garten Claude Monet, desgleichen im Jahre 1999 in Paris in der Cité internationale des arts Paris.
Chagoya lebt in San Francisco, Kalifornien. Er wurde im Jahre 2000 Bürger der Vereinigten Staaten. Seit 1998 ist er Dekan und Professor der Fakultät für Kunst und Kunstgeschichte der Stanford University.

## Preise und Auszeichnungen
- Stipendium des National Endowment for the Arts
- Preis der American Academy of Arts and Letters
- Preis des  San Francisco Art Institute
- 2020: Wahl zum National Academician (NA) der National Academy of Design, New York[1]

## Werke in öffentlichen Sammlungen
- Metropolitan Museum of Art, New York City, USA
- Museum of Modern Art (MOMA), New York City, USA
- New York Public Library, Manhattan, New York City, USA
- Art Institute of Chicago, Chicago, Illinois, USA
- Arkansas Arts Center, Little Rock, Arkansas, USA
- Whitney Museum of American Art, New York City, USA

## Veröffentlichungen
- Enrique Chagoya: Locked in Paradise. Nevada Museum of Art, Reno (Nevada) 2000, ISBN 0-9658115-5-7.
- Utopia Cannibal: Adventure in Reverse Anthropology. Forum for Contemporary Art, St. Louis (Missouri), USA 2001, ISBN 0-9712195-0-8.